# 思政築覺
思政築覺（英文：Archi Vision）是一個成立於2015年2月的香港智庫，由一班建築師組成，主要成員包括關兆倫。

## 事件

### 關注政改
思政築覺要求時任建築、測量、都市規劃及園境界議員謝偉銓做業界民調，了解業界意見後才就2016年及2017年香港政治制度改革投票。

## 外部連結
- 思政築覺 - Community（页面存档备份，存于） Facebook專頁
- 思政築覺立場新聞專欄（页面存档备份，存于）